# Волна (женский футбольный клуб, Санкт-Петербург)
«Волна» — ранее существовавший женский футбольный клуб из Санкт-Петербурга.

## История
Успехи ленинградских клубов «Прометей» (12-е место) и «Скороход» (15-е) в Чемпионате ВДФСОП по футболу среди женщин 1989 года вызвали всплеск интереса к женскому футболу в Ленинграде. Одним из основанных в том году клубов стал «Апекс-Волна», просуществовавший три сезона и снявшийся с соревнований Первой лиги 1992 в связи с финансовыми трудностями. Часть игроков перешла в клуб «Циклон».

## Достижения

### Титульные
- 2-е место на зональном этапе Второй лиге СССР: 1991
- 1 отборочный тур Кубка СССР: 1991
- 1/16 финала Кубка России: 1992

### Матчевые
самые крупные победы
- самая крупная победа во Второй лиге СССР над клубом «Элегия» (Боровица) 5:0 (1990)
- самая крупная победа в Первой лиге России над клубом «Энергия» и над клубом «Командор» 1:0 (1992) (результаты аннулированы)

самые крупные поражения
- самое крупное поражение в Первой лиге России от клуба «Калужанка» 0:7 (1992) (результат аннулирован)
- самое крупное поражение в Кубке России от клуба «Штурм» 0:3 (1992)

## Статистика выступлений
без учёта мячей забитых в сериях послематчевых пенальти
с учётом технических результатов

| Сезон | Клуб                    | Чемпионат СССР   | Чемпионат СССР          | Чемпионат СССР | Чемпионат СССР | Чемпионат СССР | Чемпионат СССР | Чемпионат СССР | Чемпионат СССР | Чемпионат СССР | Чемпионат СССР | Чемпионат СССР | Кубок         | Источники   |
| Сезон | Клуб                    | Лига             | Этап                    | Место          | И              | В              | Н              | П              | МЗ             | МП             | РМ             | О              | Кубок         | Источники   |
| ----- | ----------------------- | ---------------- | ----------------------- | -------------- | -------------- | -------------- | -------------- | -------------- | -------------- | -------------- | -------------- | -------------- | ------------- | ----------- |
| 1990  | Апекс-Волна (Ленинград) | Вторая лига      | Четвертая зона          | 3 из 5         | 19             | 7              | 5              | 7              | 19             | 14             | +5             | 19             | не проводился | [ 1 ] [ 2 ] |
| 1990  | Апекс-Волна (Ленинград) | Вторая лига      | Турнир за 9 место       | 9 из 18        | 3              | 3              | 0              | 0              | 9              | 0              | +9             | 6              | не проводился | [ 1 ] [ 2 ] |
| 1990  | Апекс-Волна (Ленинград) | Вторая лига      | Вторая лига 1990 (Итог) | 9 из 18        | 26             | 18             | 4              | 4              | 53             | 14             | +39            | 40             | не проводился | [ 1 ] [ 2 ] |
| 1991  | Волна (Ленинград)       | Вторая лига      | Третья зона             | 2 из 6         | 10             | 7              | 0              | 3              | 24             | 11             | +13            | 14             | 1ОТ           | [ 1 ] [ 3 ] |
|       |                         | Чемпионат России |                         |                |                |                |                |                |                |                |                |                |               |             |
| 1992  | Волна (Санкт-Петербург) | Первая лига      | —                       | снялся         | —              | —              | —              | —              | —              | —              | —              | —              | ⅛ финала      | [ 1 ] [ 4 ] |
| Всего | Всего                   | Всего            | Всего                   | Всего          | 36             | 25             | 4              | 7              | 77             | 25             | +52            |                |               |             |

1. 1 2  в сезонах 1989—1994 очки начислялись таким образом: 2 очка за победу, 1 за ничью и 0 за поражение
2. ↑  в сезоне 1992 «Волна» в связи с финансовыми трудностями прекратила существование после 8 раундов, результаты матчей аннулированы, лучшие игроки перешли в команду «Циклон», который перешел в Первую лигу 1993

### Кубок СССР/России
без учёта мячей забитых в сериях послематчевых пенальти
без учёта технических результатов

| Сезон | Кубок СССР   | Кубок СССР | Кубок СССР | Кубок СССР | Кубок СССР | Кубок СССР | Кубок СССР | Кубок СССР |
| Сезон | И            | В          | Н          | П          | МЗ         | МП         | РМ         | Итог       |
| ----- | ------------ | ---------- | ---------- | ---------- | ---------- | ---------- | ---------- | ---------- |
| 1991  | ?            | ?          | ?          | ?          | ?          | ?          | ?          | 1ОТ        |
|       | Кубок России |            |            |            |            |            |            |            |
| 1992  | 1            | 0          | 0          | 1          | 0          | 3          | -3         | ⅛ финала   |

1. ↑  в кубке СССР 1991 неизвестны результаты первого отборочного тура